# Марсел Ками
Марсел Ками (21. април 1912 — 13. јануар 1982) је био француски филмски редитељ. Најпознатији је по Црном Орфеју, који је освојио Златну палму на Филмском фестивалу у Кану 1959. и Оскара 1960. за најбољи филм на страном језику.

## Биографија
Марсел Ками је рођен у Шапу, у департману Ардени у Француској. Студирао је уметност и намеравао је да постане наставник ликовне културе. Међутим, Други светски рат је прекинуо његове планове. Део рата провео је у немачком логору за ратне заробљенике.
Пре него што је режирао филмове, Ками је помагао филмским ствараоцима у Француској, укључујући Жака Фејдера, Луиса Буњуела и Жака Бекера. Режирао је скоро десетак филмова, укључујући Црни Орфеј, који је освојио Златну палму на Филмском фестивалу у Кану 1959. и Оскара 1960. за најбољи филм на страном језику.
Ками је 1960. снимио други филм бразилске тематике  Os bandeirantes. Двадесет година након Црног Орфеја, Ками се вратио бразилским темама за оно што ће се показати као његов последњи филм, Бахиа, заснован на роману бразилског романописца Жоржа Амада. Ови филмови, међутим, нису успели да поврате успех Црног Орфеја. 1970. године Ками је имао умерен успех са комедијом из Другог светског рата, Le Mur de l'Atlantique (Атлантски зид), у којој је глумио познати француски комичар Бурвил. Ками је каријеру завршио радећи првенствено на телевизији.
Ками се оженио једном од звезда Црног Орфеја, Марпесом Даун, али су се убрзо након тога развели. Затим се оженио другом глумицом из поменутог филма, Лурдес де Оливера.  Ками и Лурдес имају двоје деце, а једно од њих је и писац Жан-Кристоф Ками.
Ками је умро у Паризу и тамо је сахрањен на гробљу Пер Лашез.

## Награде
- Кански филмски фестивал 1959 : Златна палма за Црни Орфеј.
- Оскар 1960: Оскар за најбољи међународни филм такође за Црни Орфеј.

## Филмографија
- Champions Juniors (1951) – писац
- Бегунац у Сајгону (1957) – редитељ
- Црни Орфеј (1959) - редитељ
- Пионири (1961) - писац и редитељ
- Рајска птица (1962) - косценариста и редитељ
- Le Chant du monde (1965) - редитељ
- Љубав у ноћи (1968) - редитељ
- Атлантски зид (1970) - редитељ
- The Bread Peddler (1973) - редитељ
- Bahia (1978) - писац и редитељ
- Le Roi qui vient du sud (1979) - редитељ
- Mein Freund Winnetou (1980) - редитељ